# غلامحسین حقانی
غلامحسین حقانی (۴ اردیبهشت ۱۳۲۰ – ۷ تیر ۱۳۶۰)، روحانی و سیاستمدار ایرانی ،نماینده مردم بندر عباس در نخستین دورهٔ مجلس شورای اسلامی و نخستین رئیس شورای هماهنگی تبلیغات اسلامی و سازمان تبلیغات اسلامی بود. وی در انفجار دفتر حزب جمهوری اسلامی در هفتم تیر ۱۳۶۰ درگذشت.

## زندگی
غلامحسین حقانی در ۴ اردیبهشت ۱۳۲۰در قم متولد شد. او در کودکی به همراه خانواده‌اش به تهران مهاجرت کرد. حقانی پس از تحصیلات ابتدایی به تشویق پدرش به مدرسه علمیه مجتهدی تحت نظر احمد مجتهدی تهرانی رفت و هم‌زمان در مدرسه علمیه مروی تهران نیز نزد پدرش به تحصیل پرداخت. حقانی پس از طی مراحل اولیه تحصیل راهی قم شد و دروس طلبگی را نزد اساتیدی چون سید روح‌الله خمینی، سید محمد محقق داماد، مرتضی حائری یزدی، سید محمدرضا گلپایگانی و مرتضی مطهری گذراند و موفق به اخذ درجه اجتهاد گردید. وی همزمان با تحصیلات حوزوی، در مدرسه دین و دانش قم تحت مدیریت سید محمد بهشتی تحصیلات دبیرستان خود را به پایان رساند.

## فعالیت‌های سیاسی
با شروع مبارزه سید روح‌الله خمینی با حکومت پهلوی در سال ۱۳۴۲، غلامحسین حقانی با حضور در شهرهای مختلف همچون شیراز، بندرعباس و سمنان به فعالیت‌های انقلابی و سخنرانی پرداخت؛ به همین دلیل چندین بار به دست ساواک دستگیر و زندانی شد. وی در اواخر سال ۱۳۴۵ به همراه احمد مجتهدی تهرانی برای دیدار با روح‌الله خمینی به صورت مخفیانه به عراق مسافرت کرد. با ادامه فعالیت‌های انقلابی و سخنرانی در شهرهای مختلف، مخالف با جشن‌های ۲۵۰۰ ساله شاهنشاهی، مخالفت با اسرائیل و امضا و توزیع اعلامیه‌های متعدد، حقانی در سال ۱۳۵۴ش دستگیر و به دوازده سال حبس محکوم شد. در نهایت با روی کار آمدن دموکرات‌ها در آمریکا و اعلام سیاست فضای باز سیاسی توسط حکومت پهلوی، غلامحسین حقانی در مردادماه ۱۳۵۶ پس از سی ماه حبس از زندان آزاد شد.

## پس از انقلاب
پس از پیروزی انقلاب اسلامی ایران، غلامحسین حقانی در اسفند ۱۳۵۷ از سوی رهبر ایران مأمور و نماینده رهبر و رئیس دادگاه انقلاب اسلامی در استان‌های سیستان و بلوچستان و هرمزگان بود.
سید روح‌الله خمینی، وی را به عنوان نخستین امام جمعه بندرعباس برگزید. حقانی در نخستین دوره مجلس شورای اسلامی در ۲۴ اسفند ۱۳۵۸، به عنوان نماینده بندرعباس راهی مجلس شد. خودش دربارهٔ پذیرش این مسوولیت گفته‌است: «من درخواست مردم هرمزگان را پذیرفتم تا بتوانم وظیفه‌ای شرعی را انجام دهم.» وی عضو دو کارگروه یا کمیسیون تحقیق و دفاع مجلس در سمت نایب رئیس بود. همچنین از طرف امام به همراه پنج تن دیگر به مسئولیت تصمیم‌گیری بالاترین سازمان تبلیغاتی کشور منصوب شدند و دبیری شورای هماهنگی تبلیغات اسلامی را بر عهده گرفتند. ایشان به تدریس در کلاسهای ایدئولوژی و سیاسی در حزب جمهوری اسلامی دانشکده تربیت معلم زندان اوین مشغول بودند. از اقدامات حقانی فرستادن سفیران تبلیغی به کشورهای گوناگون جهان به مناسبت سالگرد پیروزی انقلاب بود تا با دیدار با دیگر گروه‌های مذهبی «پیام واقعی انقلاب اسلامی را به گوش دیگر مسلمانان برسانند». حقانی، خود در رأس هیاتی به کشورهای یمن جنوبی، یمن شمالی، عربستان سعودی، لبنان و سوریه سفر کرد.

## درگذشت
حقانی در اواخر عمر سرپرستی سازمان تبلیغات اسلامی را بر عهده داشت و سرانجام در انفجار دفتر حزب جمهوری اسلامی در ۷ تیر ۱۳۶۰ درگذشت.

## فرزندان
حقانی دارای ۲ پسر به نام‌های محمد مهدی و غلامحسین می‌باشد که غلامحسین پس از  درگذشت او به دنیا آمد و به همین دلیل نام پدر از دست رفته را برای فرزند تازه به دنیا آمده انتخاب کردند. همچنین ۴ دختر دارد که همسر دختر ارشد وی سید طه هاشمی نماینده مردم قم در مجلس پنجم و همسر یکی دیگر از دختران آن مهدی طائب برادر حسین طائب می‌باشد.
در حال حاضر غلامحسین پسر کوچک، رئیس دفتر تبلیغات اسلامی استان کرمان و محمدمهدی رئیس مؤسسه ای در حوزه پژوهش‌های دینی مشغول به فعالیت می‌باشند